# Valérie Hould-Marchand
Valérie Hould-Marchand, född den 29 maj 1980 i Rivière-du-Loup, Kanada, är en kanadensisk konstsimmare.
Hon tog OS-silver i lagtävlingen i konstsim i samband med de olympiska konstsimstävlingarna 1996 i Atlanta.